# Henan Airlines
Henan Airlines was een luchtvaartmaatschappij met als thuisbasis Zhengzhou Xinzheng International Airport in Zhengzhou, China.
Henan Airlines was opgericht in 2006 als Kunpeng Airlines en had als moederbedrijf Shenzhen Airlines.

## Ongeluk
Op 24 augustus 2010 vond er een ongeluk plaats met Henan Airlines-vlucht 8387. 44 van de 96 inzittenden kwamen om het leven toen het toestel in dichte mist van de landingsbaan raakte. De piloot van het toestel werd eind 2014 veroordeeld tot drie jaar gevangenisstraf vanwege nalatigheid. Volgens de rechtbank had de piloot veiligheidsregels niet toegepast en had hij het toestel na de crash verlaten zonder zich te bekommeren om passagiers die vastzaten in het wrak.

## Naamswijziging en huidige status
Op 27 augustus 2010, 3 dagen na het ongeluk, trok de provincie Hanan de goedkeuring voor het gebruik van de provincienaam in en dwong het de luchtvaartmaatschappij een andere naam te kiezen. De luchtvaartmaatschappij ondergaat momenteel een herstructurering en een wisseling van eigenaren.